# Associazione Calcio Vogherese 1981-1982
Questa voce raccoglie le informazioni riguardanti  l'Associazione Calcio Vogherese nelle competizioni ufficiali della stagione 1981-1982.

## Rosa
| N. |                   | Ruolo | Calciatore         |
| -- | ----------------- | ----- | ------------------ |
| -  | Italia (bandiera) | C     | Marco Barbagli     |
| -  | Italia (bandiera) | D     | Piero Broglia      |
| -  | Italia (bandiera) | A     | Raffaele Colloca   |
| -  | Italia (bandiera) | C     | Enrico Esposito    |
| -  | Italia (bandiera) | C     | Angelo Frigerio    |
| -  | Italia (bandiera) | C     | Elio Garavaglia    |
| -  | Italia (bandiera) | P     | Fabio Ginelli      |
| -  | Italia (bandiera) | P     | Marco Grassi       |
| -  | Italia (bandiera) | A     | Maurizio Lucchetti |
| -  | Italia (bandiera) | C     | Andrea Mazza       |
| -  | Italia (bandiera) | C     | Enrico Mirotti     |
| -  | Italia (bandiera) | D     | William Nicoloso   |

| N. |                   | Ruolo | Calciatore         |
| -- | ----------------- | ----- | ------------------ |
| -  | Italia (bandiera) |       | Palusi             |
| -  | Italia (bandiera) | A     | Giuseppe Papandrea |
| -  | Italia (bandiera) | P     | Gianmario Rama     |
| -  | Italia (bandiera) | C     | Stefano Rapaccioli |
| -  | Italia (bandiera) |       | Rivetta            |
| -  | Italia (bandiera) | D     | Maurizio Ronchi    |
| -  | Italia (bandiera) | C     | Sergio Salerno     |
| -  | Italia (bandiera) | C     | Giuseppe Sannino   |
| -  | Italia (bandiera) | D     | Davide Seveso      |
| -  | Italia (bandiera) | D     | Massimo Spada      |
| -  | Italia (bandiera) | C     | Gerardo Trezza     |
| -  | Italia (bandiera) | D     | Mauro Zamuner      |